# Lamyropappus
Lamyropappus là một chi thực vật có hoa trong họ Cúc (Asteraceae).

## Loài
Chi Lamyropappus gồm các loài: